# Битва при Фермопилах (323 до н. э.)
Битва при Фермопилах (323 год до н. э.) — сражение в ходе Ламийской войны, произошедшее между объединённой армией Эллинского союза и македонским войском.
Получив известие о восстании греков, македонский наместник Антипатр отправил за помощью к Кратеру и Леоннату, находившимся в Малой Азии. Однако Антипатру было необходимо как можно быстрее появиться в Фессалии, чтобы подавить движение, пока оно не приобрело большие размеры. В то же время он был вынужден оставить часть сил в Македонии на случай нападения соседних племён. Появление Антипатра потушило огни восстания, разгоравшиеся в Фессалии. Часть фессалийцев оказали ему помощь конными отрядами. Антипатр со своими малочисленными силами не мог пройти через Фермопилы и потому он занял Гераклею неподалёку от Фермопил. Тогда командующий войсками Эллинского союза Леосфен выступил на север и навязал Антипатру сражение, в котором македоняне потерпели поражение, а фессалийские войска перешли на сторону греков. Антипатр отступил и укрепился в городке Ламия.